# 보스니아 헤르체고비나의 국장

보스니아 헤르체고비나의 국장

보스니아 헤르체고비나의 국장은 1998년 2월 4일에 제정되었다.
보스니아 헤르체고비나의 국기를 바탕으로 한 방패 모양의 디자인이다. 파란색 바탕 가운데에는 노란색 삼각형이 그려져 있으며 노란색 삼각형 빗변에는 5개의 하얀색 별과 좌우로 잘려진 1개의 하얀색 별이 그려져 있다.
1992년부터 1998년까지는 방패 왼쪽 상단에서 오른쪽 하단까지 그려진 하얀색 대각선 위아래로 6개의 노란색 백합 문양이 그려진 파란색 방패 디자인의 국장을 사용하였다.

## 역대 보스니아 헤르체고비나의 국장

보스니아 헤르체고비나 사회주의 공화국의 국장
보스니아 헤르체고비나 공화국의 국장 (1992년 ~ 1998년)

## 같이 보기
- 보스니아 헤르체고비나 연방의 문장
- 스릅스카 공화국의 문장